# Daşoguz Moskee
De Dashoguz Moskee is een moskee in Daşoguz in het noorden van Turkmenistan en de belangrijkste moskee van de regio Daşoguz. De moskee biedt plaats aan maximaal 3.000 gelovigen tegelijk en bevindt zich aan de Görogly-laan.

## Geschiedenis
In 2013 vond de oprichtingsceremonie plaats. De moskee werd op 30 oktober 2015 ingehuldigd door Gurbanguly Berdimuhamedow, de president van Turkmenistan.

## Architectuur
De diameter van de centrale koepel van de moskee in mozaïekstijl is 38 meter, de hoogte is 40 meter, en de hoogte van elk van de vier minaretten is 63 meter. In de moskee kunnen 3.000 mensen bidden. Op het grondgebied van de moskee werd een paviljoen gebouwd voor een sadaqa voor 1.500 personen, evenals een hotel van drie verdiepingen voor 200 personen.